# 邓蓉玲
邓蓉玲（1968年7月—），女，中华人民共和国政治人物，现任农工党中央组织部部长，第十三届全国政协委员。